# I Miss You (canción de Clean Bandit)
"I Miss You" es una canción del grupo británico de música electrónica Clean Bandit, con voces de la cantante y compositora estadounidense Julia Michaels. Fue escrito por Julia Michaels, Jack Patterson y Grace Chatto, con producción manejada por los dos últimos y Mark Ralph. La canción fue lanzada a los minoristas digitales el 26 de octubre de 2017, como el tercer sencillo del segundo álbum de estudio de Clean Bandit, What Is Love?.

## Vídeo musical
El video musical fue filmado en el ferrocarril patrimonial de Ongar y las locaciones en la costa sur del Reino Unido y un desierto en Los Ángeles, muestra al conjunto, todo vestido de rojo, bailando, intercalado con tomas de paisajes. Chatto describió el proceso de filmación como «muy especial». Y agregó: "Nos conocimos mejor en el calor abrasador, experimentamos con efectos especiales y vías de tren". Jack Patterson dijo que estaba "tratando desesperadamente de terminar el video a tiempo para salir de gira". 

## Posicionamiento en listas
| Lista (2017–2018)                           | mejor posición |
| ------------------------------------------- | -------------- |
| Alemania (Offizielle Deutsche Charts)       | 49             |
| Australia (ARIA)                            | 20             |
| Australia Dance (ARIA)                      | 2              |
| Austria (Ö3 Austria Top 40)                 | 57             |
| Bélgica (Flandes) (Ultratop 50)             | 5              |
| Bélgica (Dance Flandes)                     | 5              |
| Bélgica (Valonia) (Ultratop 50)             | 5              |
| Bélgica (Dance Valonia)                     | 3              |
| Canadá (Canadian Hot 100)                   | 50             |
| Colombia (National-Report)                  | 54             |
| Croacia (HRT)                               | 1              |
| Dinamarca (Tracklisten)                     | 14             |
| Escocia (Scottish Singles Sales Chart)      | 8              |
| Eslovaquia (Rádio Top 100)                  | 83             |
| Eslovaquia (Singles Digitál Top 100)        | 21             |
| Eslovenia (SloTop50)                        | 44             |
| España (Top 100 Canciones)                  | 85             |
| Estados Unidos (Billboard Hot 100)          | 92             |
| Estados Unidos (Adult Top 40)               | 27             |
| Estados Unidos (Hot Dance Club Songs)       | 39             |
| Estados Unidos (Hot Dance/Electronic Songs) | 6              |
| Estados Unidos (Mainstream Top 40)          | 29             |
| Francia (SNEP)                              | 72             |
| Grecia (IFPI)                               | 39             |
| Hungría (Rádiós Top 40)                     | 23             |
| Hungría (Stream Top 40)                     | 15             |
| Irlanda (IRMA)                              | 3              |
| Israel (Media Forest)                       | 1              |
| Italia (FIMI)                               | 73             |
| México (Mexico Airplay Billboard)           | 14             |
| Nueva Zelanda (Recorded Music NZ)           | 17             |
| Noruega (VG-lista)                          | 18             |
| Países Bajos (Dutch Top 40)                 | 17             |
| Países Bajos (Mega Top 50)                  | 39             |
| Países Bajos (Mega Single Top 100)          | 10             |
| Países Bajos (Dutch Dance Top 30)           | 1              |
| Filipinas (Philippine Hot 100)              | 93             |
| Portugal (AFP)                              | 32             |
| Reino Unido (UK Singles Chart)              | 4              |
| República Checa (Rádio Top 100)             | 96             |
| República Checa (Singles Digitál Top 100)   | 22             |
| Suecia (Sverigetopplistan)                  | 34             |
| Suiza (Schweizer Hitparade)                 | 43             |